# Río Mininco (vattendrag i Región del Biobío, lat -37,67, long -72,00)
Río Mininco är ett vattendrag   i Chile.   Det ligger i regionen Región del Biobío, i den södra delen av landet, 500 km söder om huvudstaden Santiago de Chile.
I omgivningen kring Río Mininco växer i huvudsak städsegrön lövskog och området är mycket glesbefolkat, med 3 invånare per kvadratkilometer.